# (5513) Yukio
(5513) Yukio (1988 WB) – planetoida z grupy pasa głównego asteroid okrążająca Słońce w ciągu 3 lat i 106 dni w średniej odległości 2,21 j.a. Została odkryta 27 listopada 1988 roku.